# 多田五郎右衛門
初代 多田 五郎右衛門（ただ ごろうえもん、生没年不詳）は、江戸時代前期の土佐の捕鯨家。突捕鯨の始祖。名は義平。

## 経歴・人物
土佐国安芸郡津呂浦（現・高知県室戸市室戸岬町）の士。土佐藩主・山内康豊の命で藩政の不安定な時期に津呂周辺の治安統制および海防に当たる。のち大庄屋となるが小禄であったため、軍夫を満足に扶持出来ず、紀州熊野灘近海での捕鯨を参考に突捕鯨を考案する。
漁船13隻を建造し春は津呂、冬は椎名を漁場とし、山見所を8箇所設けた。各山見所には2人の遠見番を置き、自らも見回りを行った。寛永5年（1628年）には200人を扶持出来るまでに栄えた。

## 親族
- 孫：多田吉左衛門（2代多田五郎右衛門の長男、捕鯨家、土佐網取捕鯨の始祖）[1][2][3]